# アルベール・セシュエ
シャルル＝アルベール・セシュエ（Charles-Albert Sechehaye、1870年7月4日 - 1946年7月2日）は、スイスの言語学者。ジュネーヴ学派の言語理論家のひとり。

## 生涯
ジュネーヴに生まれ、ジュネーヴ大学で1891年以降フェルディナン・ド・ソシュールに学んだ。1893年から1902年までゲッティンゲン大学に留学し、フランス語の接続法半過去に関する博士論文をドイツ語で書いた。帰国後は再びジュネーヴ大学で教え、1939年にシャルル・バイイの後任として教授に就任した後はジュネーヴで没するまでその職にあった。

## 言語学的理念
セシュエは、ドイツ語で書いた博士論文以降初の著書となる『理論言語学の計画と方法』を1908年に公刊し、ソシュールに献呈した。セシュエは、当時の歴史言語学者によって喧伝されていた、言語学が実証主義的な「事実の科学」であるとする説に反対して、「法則の科学」としての言語学の構築計画を提起した。セシュエによれば、音韻法則を含む言語史の具体的な事実が体系的でないのに対して「法則の科学」は汎時的・普遍的なものであった。言語のすべてのレベルは「静的」な部分と「動的」すなわち「進化的」な部分に分けられる（静的音韻論、進化的形態論など）。「静的」な状態が主であり、変化または進化は静的な部分を考慮せずには理解することができない。
セシュエは言語変化の起源に関して、音韻論的で準「代数」的な概念と、文法以前の言語（たとえば幼児の言語）の考えを提起し、また言語の音素の心理学的研究を提唱した。
『理論言語学の計画と方法』は若いルイス・イェルムスレウに強い影響を与えた。
1926年に公刊した第二の著書『文の論理的構造に関する試論』では、統辞論とその論理的類型を考察した。1920年から1940年にかけての論文のなかで、セシュエはソシュールの概念を明確化し、「組織的なパロールの言語学」を提起した。

## ソシュールの教え子か師か
セシュエはソシュールの教え子であり、ソシュール没後の1916年にバイイとともに『一般言語学講義』を編集した。この古典的著書の作成に彼の果たした役割は大きなもので、『一般言語学講義』の考えのいくつかは講義を聴講した学生のノートやソシュールの草稿には見えず、編集したバイイ・セシュエに由来する可能性がある。
しかし、セシュエが1908年に出版した『理論言語学の計画と方法』は、すでに共時的言語学の計画や音韻論などの構造主義的ないくつかの考えを含んでいた。ソシュールはこの著書を知った後の1909年の講義ではじめて共時論と通時論に関する一節を盛りこんだ。つまり、セシュエとソシュールが同時期に発見していたいくつかの考えがソシュールのものとして国際的な栄光を得た一方、セシュエの著作は半ば意図的に長いあいだ忘れ去られていたのだった。現在ではペーター・ヴンデルリ (Peter Wunderli) の説のようにソシュールの方をセシュエの弟子と見なす考えもある。もちろんこれは誇張であるが、構造主義の創造においてセシュエが大きな役割を果たしたことに変わりはない。

## 著作
- Der Konjunktiv Imperfecti und seine Konkurrenten in den normalen hypothetischen Satzgefügen im Französischen. (1902)

博士論文。フランス語版は “L'Imparfait du Subjonctif et ses Concurrents dans les hypothétiques normales en français”. Romanische Forschungen 19:  321-406. (1906).
- Programme et méthodes de la linguistique théorique. Psychologie du langage. Paris: Champion. (1908)
- Éléments de grammaire historique du français. Genève: Eggimann. (1909)
- “La méthode constructive en syntaxe”. Revue des langues romanes (Montpellier) 54. (1916).
- Essai sur la structure logique de la phrase. Collection linguistique publié par la Société de linguistique de Paris. 20. Paris: Champion. (1926)
- “L'école genevoise de linguistique générale”. Indogermanische Forschungen 44. (1927).
- “Les trois linguistiques saussuriennes”. Vox Romanica (Zürich) 5. (1940).